# Ko Lipe
Ko Lipe is het meest zuidelijke eiland van Thailand gelegen in de Andamanse Zee, 60 kilometer verwijderd van de kust van de provincie Satun in Zuid-Thailand. Het maakt deel uit van de Adang-Rawi-archipel. Deze archipel vormt samen met de Tarutao-archipel het Nationaal Park Ko Tarutao. Ondanks dat Ko Lipe deel uitmaakt van een nationaal park mogen de inwoners delen van het eiland verder ontwikkelen.
Van de Adang-Rawi-archipel is enkel het eiland Ko Lipe bewoond. Het is een toeristisch eiland door de stranden, snorkel- en duikplaatsen en het milde klimaat. Er zijn meer dan twintig resorts op Ko Lipe.
Op het eiland wonen ongeveer 1.000 Chao Lay. Dit is een stam die voornamelijk op de eilanden in de Andamanse Zee leeft.
Ko Lipe is per boot bereikbaar.